# 6. divertimento (Mozart)
A D-dúr divertimento, No. 6 (K. 251) Wolfgang Amadeus Mozart hattételes (I. Allegro molto; II. Menuetto; III. Andantino; IV. Menuetto; [Tema con variazioni]; V. Rondeau. Allegro assai; VI. Marcia alla francese.) divertimentója, amit 1776 júliusában írt Salzburgban vonósnégyesre, oboára és két kürtre.

## Jellemzői
Állítólag nővére 25. születésnapjára szánta ajándékul. A mű utolsó tételének címe (Marcia alla francese) arra utal, hogy Mozart francia stílust adaptált benne – ez azonban nagyjából az egész műre is vonatkozik. Ha valóban nővérének óhajtott e divertimentóval kedveskedni; úgy Maria Anna Mozart ízlése szerint alkotta meg e művet, ez az ízlés pedig a gáláns francia muzsikának kedvezett. A kevéssel ez előtt komponált Haffner szerenád valamennyi alkotói tapasztalatát is felhasználja Mozart.
A gáláns stílusra vall, hogy egyedül az első tételt szerkesztette szonátaformában: a Rondeau címet viselő ötödik tételen kívül rondóformában írta a lassú harmadik és a hatodik, utolsó tételt is. Az első tételben a ritmus az, ami francia jellegű. A második tétel (Menuetto) polonéz-ritmusú triójában kizárólag a vonósnégyes játszik. A harmadik tétel (Andantino) a szerenádmuzsikák románc-hangján szólal meg. A következő, variációs formában íródott menüett, mind ritmusát, mind induló jellegét tekintve hamisítatlan francia zene, akár Jean-Philippe Rameau is írhatta volna. Ugyancsak franciás ritmusok jellemzik a következő tételt (Rondó), amelyben az oboának szokatlanul fontos, az első hegedűvel egyenrangú szerepet juttatott a komponista.